# Donington Hall
Donington Hall est un manoir situé dans un parc près du village de Castle Donington, dans le nord-ouest du Leicestershire. Le domaine est acheté en avril 2021 par MotorSport Vision, qui exploite également le circuit de course voisin de Donington Park
Le manoir a auparavant servi de siège social à British Midland International jusqu'à sa fusion avec British Airways en 2012, puis appartient jusqu'en 2020 à Stuart Garner, l'ancien propriétaire et PDG de Norton Motorcycle Company en tant que siège social de la société.

## Histoire
La maison est construite à partir de 1790 pour Francis Rawdon-Hastings, 2e comte de Moira (créé marquis de Hastings en 1816), sous une forme gothique par William Wilkins.
Il passe en 1826 au jeune George, un passionné de chasse au renard qui a sa propre meute de chiens dans des chenils construits à cet effet au manoir. George meurt prématurément en 1844 à l'âge de 35 ans et est remplacé par son fils aîné, Paulyn, 12 ans, qui lui-même meurt en Irlande seulement six ans plus tard. Paulyn est remplacé à son tour par son jeune frère Henry Rawdon-Hastings (4e marquis d'Hastings).
Harry est un joueur débauché et dépense la fortune de la famille. À sa propre mort prématurée en 1868, il laisse le manoir à sa sœur Edith Maud et de son mari Charles Clifton, plus tard baron Donington et ensuite de ses deux fils, les 2e et 3e barons. En 1901, il est vendu à Frederick Gratton, fils de Lord Gratton de Stapleford Park.

### La famille Shields
À partir de 1902, Donington est la propriété de la famille Gillies Shields. La maison est réquisitionnée au début de la Première Guerre mondiale par le gouvernement britannique et transformée en camp de prisonniers de guerre. Alors qu'il est interné à Donington Hall en 1915, le pilote naval allemand Gunther Plüschow réussit la seule évasion depuis le Royaume-Uni de l'une ou l'autre guerre mondiale.
En 1931, l'alderman John Gillies Shields, alors propriétaire du domaine, accepte d'autoriser Fred Craner à utiliser les vastes routes du terrain pour la course automobile, créant ainsi le circuit de Donington Park. Le circuit de Donington Park est fermé en 1939 en raison de la Seconde Guerre mondiale, lorsqu'il est réquisitionné par le ministère de la Défense et converti en dépôt de véhicules militaires et en zone de stockage.
L'ensemble du domaine ayant besoin d'importantes rénovations après la guerre, la famille loue le domaine comme terrain agricole. Ils conservent le manoir, qui après l'intervention de l'armée soviétique en Hongrie, devient un camp de réfugiés pour les hongrois qui sont venus dans les East Midlands.
En 1971, Tom Wheatcroft rachète une partie du domaine, dont le célèbre circuit automobile d'avant-guerre, à la famille Shields pour 100 000 £.

### British Airways
En 1976, British Midland Airways achète le manoir à la famille Shields pour le rénover et en faire son siège social. British Midland Airways déménage à Donington Hall en 1982. La compagnie aérienne est ensuite rebaptisée British Midland International, employant 800 salariés à Donington Hall en 2007.
En mars 2013, la Norton Motorcycle Company achète Donington Hall à International Airlines Group. Norton produit des vélos fabriqués à la main à partir d'un bâtiment voisin appelé Hastings House, anciennement le centre d'appels de BMI tandis que Donington Hall est un lieu d'événements. En 2016, le directeur général de Norton, Stuart Garner, achète la propriété voisine de Donington Hall, le Priest House Hotel.
À partir de 2020, la maison est vendue dans le cadre d'un ensemble plus large au nom de l'administrateur de l'entreprise Norton en faillite,.
En avril 2021, MotorSport Vision achète la pleine propriété du Donington Hall Estate comprenant Donington Hall qui est transformé en un hôtel de 40 chambres.